# Björstorp
Björstorp är en bebyggelse i Bräkne-Hoby socken i sydvästra delen av Ronneby kommun i Blekinge län. Området ligger cirka 4 km sydväst om Bräkne-Hoby.
År 1990 avgränsade SCB en småort här med benämningen Del av Björstorp + del av Torp. Den omfattade 8 hektar och hade då 50 invånare. Till nästa sammanställning år 1995 räknades inte området längre som småort.